# Allium vavilovii
Allium vavilovii — вид рослин з родини амарилісових (Amaryllidaceae); поширений в пн.-сх. Ірані, пд. Туркменістані.

## Поширення
Поширений в північно-східному Ірані, південному Туркменістані.